# Kínai tűzhasú gőte
A  kínai tűzhasú gőte (Cynops orientalis) 6-10 centiméteres hosszúságával a Cynops szalamandranembe tartozó legkisebb gőtefaj. Színe fekete vagy sötétbarna, hasán pedig egy narancssárga vagy vörös folt található, nevét is erről a foltról kapta.  Kína Jiangsu, Zhejiang, Jiangxi, Anhui és Hubei tartományaiban őshonos. Főleg tavak, rizsföldek és folyók közelében található meg. Gyakran keverik össze a japán tűzhasú gőtével a hasonló méret és színezet miatt.
A kínai tűzhasú gőték közepesen mérgezőek: különféle mérgezőanyagokat választanak ki a bőrükben. Ez azonban nem jelent veszélyt az emberekre, hacsak nem nyelik le az egész állatot. Azonban a kézmosás a gőte érintése után mindenképp ajánlott, hiszen ez jelentősen csökkenti a mérgeződés veszélyét.Tartani csak olyan akváriumban lehet aminek van teteje vagy gömb.Leginkább a fagyasztott szúnyoglárvát de a nagy díszhal tápot is megeszi.